# Cacumisporium spooneri
Cacumisporium spooneri är en svampart som beskrevs av P.M. Kirk 1992. Cacumisporium spooneri ingår i släktet Cacumisporium, divisionen sporsäcksvampar och riket svampar.   Inga underarter finns listade i Catalogue of Life.